# كبلر-186f

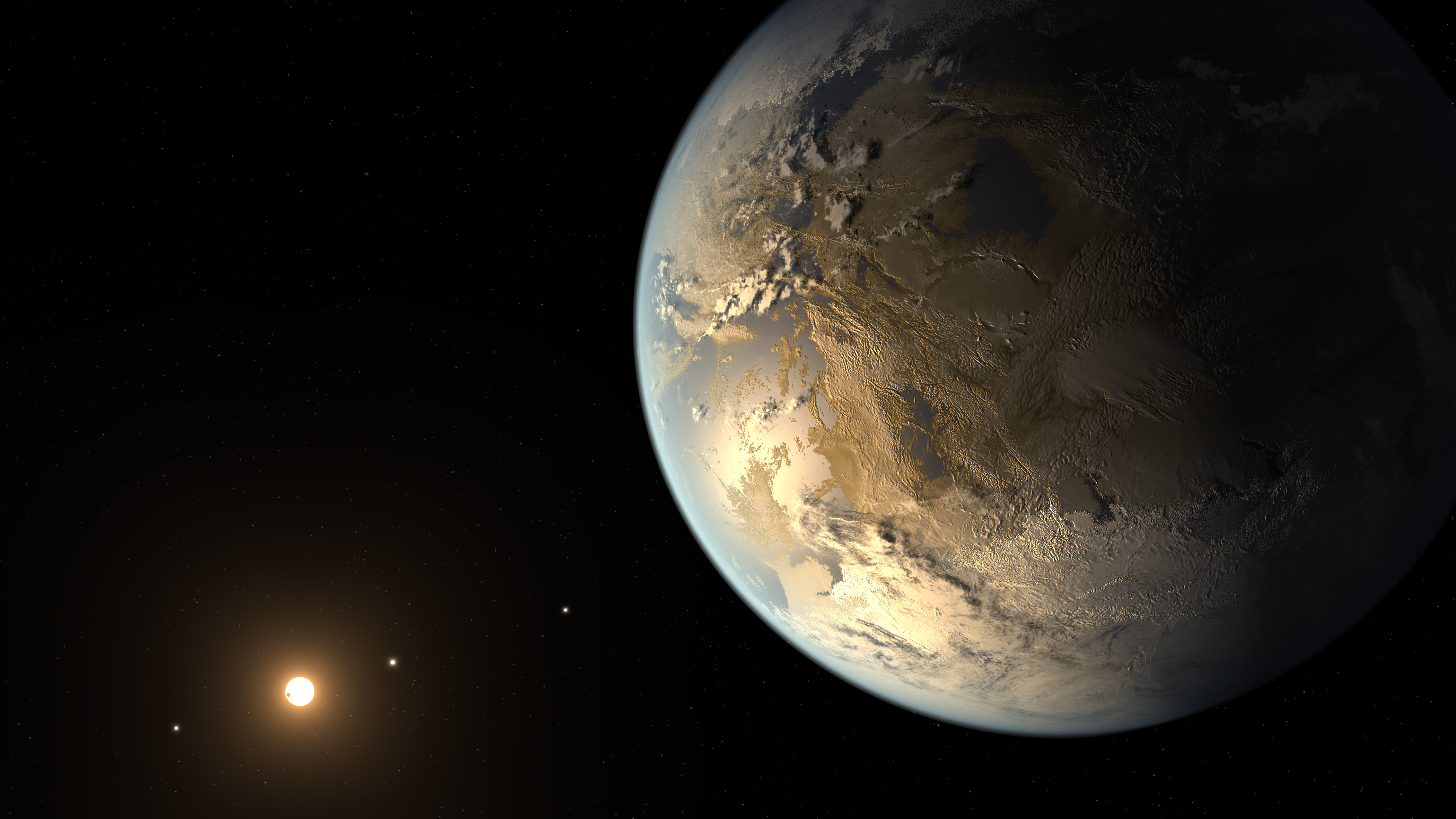
تصور فني لكوكب صخري خارج المجموعة الشمسية بحجم كوكب الأرض يقع في النطاق الصالح للسكن حول نجمه المضيف، وهو تصور محتمل متوافق مع البيانات المتاحة عن كيبلر 186- أف (ناسا/سيتي/ جي بي ال)

كيبلر 186- أف هو كوكب خارج المجموعة الشمسية يدور حول النجم الأحمر القزم كيبلر 186 ، وهو يبعد نحو 1800 سنة ضوئية عن كوكب الأرض. يعتبر كيبلر-186 أف أول كوكب يتم اكتشافه في النطاق الصالح للسكن لنجم آخر غير الشمس، وله نصف قطر مماثل لنصف قطر كوكب الأرض. يقع الكوكب ضمن مجموعة نجمية (كوكبة) تسمى كوكبة الدجاجة، ويدور حول نجم أصغر من الشمس يميل لونه إلى الحمرة. ويضم النطاق الذي يقع فيه كيبلر-186 أف شروطا مناسبة لوجود المياه السائلة على سطحه، أي يمكن أن تعيش عليه كائنات حية، فالكوكب يتميز بأنه يقع على بعد مسافة متوسطة عن الأحمر القزم كيبلر-186 الذي يدور حوله وبالتالي فإن درجة الحرارة على سطحه ستكون مناسبة جداً لتشكل الماء السائل ونشوء الحياة، ناهيك عن أن كل المؤشرات تشير أيضاً إلى أنه كوكب صخري تماماً مثل كوكب الأرض.
اكتشفت المركبة الفضائية كيبلر التابعة لوكالة الفضاء الأمريكية ناسا هذا الكوكب مع أربعة كواكب إضافية تدور في مدرات أقرب كثيرا إلى النجم بطريقة العبور (كلها أكبر بقليل من كوكب الأرض). كيبلر-186 أف هو الأبعد عن نجمه وتصله إشعاعات من النجم الأحمر تعادل ثلث الإشعاعات التي تصل إلى كوكب الأرض من الشمس مما يعني أن فترة الظهيرة في ذلك العالم قريبة بشكل أو بآخر من الوضع على الأرض قبل ساعة من مغيب شمسنا. وقد تطلب العثور على إشارة للكوكب ثلاث سنوات من التحليل للبيانات. وفي البداية عرضت النتائج في مؤتمر يوم 19 مارس 2014  وكانت بعض التفاصيل قد أعلن عنها في وسائل الإعلام في ذلك الوقت. أما الإعلان العام التام عن الكشف فكان في 17 أبريل 2014،  وتلاه نشرة علمية في مجلة العلوم الأمريكية ساينس.

## إعلان الإكتشاف
أكدت الأرصاد التي قام بها كل من مرصد كيك ومرصد جيميني وجود كوكب بحجم الأرض تقريباً يدور على مسافة آمنة من نجمه الأم تسمح بنشوء حياة على سطح الكوكب. تم الاكتشاف الأولي بواسطة تلسكوب كبلر التابع لـ ناسا ضمن مجموعة محدودة من الكواكب الأصغر حجما والتي تم تأكيدها باستخدام المراصد الضخمة الموجودة على الأرض. كما يؤكد هذا الاكتشاف أنه يمكن العثور على كواكب مشابهة للأرض (من ناحية الحجم) تدور ضمن المناطق الآمنة القابلة للعيش حول نجومها الأم.
تشرح الكاتبة الرئيسية للبحث المنشور والباحثة في مركز Ames Research Center{{وإو|عر=Ames_Research_Center]|تر=Ames_Research_Center]|لغ=en|نص=بالعربية مركز أبحاث ايمز التابع ل[[ناسا}}]] إيليزا كوينتانا أن ما يجعل هذا الاكتشاف قوياً بشكل مميز أن هذا الكوكب الذي يدور حول نجمه الأم الأبرد من الشمس مع أربعة كواكب أخرى يقع على مسافة مناسبة من النجم الأم تسمح بوجود الماء في الحالة السائلة على سطحه. وهي المسافة التي تدعى عادة المنطقة الأمنة أو المنطقة الصالحة لنشوء حياة.
يبين العالم ستيف هويل من مشروع تلسكوب كبلر أن قدرة التلسكوب أو أيّ تلسكوب حالي لا تستطيع بشكل مباشر تحديد وجود كوكب بهذا الحجم على هذه المسافة الصغيرة من نجم صغير كالنجم الأم فكل ما يستطيع كبلر رؤيته في تلك الحالة كان تغيراً في اضاءة النجم قد تكون بسبب عبور كوكب يدور حول النجم بيننا وبين النجم وقد يكون ناتجا عن عدة أسباب أخرى. ولكن ماقام به العلماء باستخدام مرصد كيك ومرصد جيميني هو حذف بقية الاحتمالات التي قد تسبب ما رصده تلسكوب كبلر من تغيرات طفيفة في اضاءة النجم مما يجعل الخيار المنطقي الوحيد هو افتراض وجود كوكب بحجم معين يدور حوله ويعبر خط النظر بيننا وبين النجم الأم وبالتالي يجعل اضاءة النجم تتغير بشكل طفيف جدا.
وقد استخدم الفلكيون التقنيات البصرية المتطورة خاصة الموجودة في مرصد كيك لحذف بقية الاحتمالات كوجود نجم مرافق يعبر أمام النجم الأصلي مسببا هذه التغيرات في الإضاءة. ويضيف هويل أنه من الصعب اكتشاف وتأكيد حالات الكواكب الشبيهة بالأرض ولكن العلماء يرغبون بالبحث عن المزيد بعد أن وجدوا واحداً الآن ولا شك أن مرصد جيميني ومرصد كيك سيلعبان دوراً أساسيا في ذلك.
النجم الأم المسمى  كبلر-186{{وإو|عر=Kepler-186]|تر=Kepler-186]|لغ=en|نص=هو نجم قزم يبعد عنا مسافة 500 سنة ضوئية في كوكبة الدجاجة}}. النجم أخف بنصف مليون مرة من أضعف نجم يمكن رؤيته بالعين المجردة. وفي حين أن الكواكب الأربعة الباقية تدور على مسافة قريبة بسرعة حول هذا النجم فالكوكب الخامس المسمى Kepler-186f يدور ضمن المنطقة الصالحة لوجود حياة حول النجم. اكتشف كيبلر وجود هذا النظام الكوكبي كما شرحنا بطريقة العبور أي عندما يتغير ضوء النجم نتيجة لمرور الكواكب أمامه. وقد اكتشف تلسكوب كبلر أكثر من 3800 كوكب بهذه الطريقة.
تمكن فريق البحث من فحص المنطقة المجاورة للنجم والممتدة على مسافة تعادل المسافة بين الشمس وكوكب المشتري بحثا عن أي نجم مرافق يمكن أن يسبب هذه التغيرات في الإضاءة وقد فعلو ذلك بواسطة أداة خاصة تدعى DSSI وضعها فريق هويل ضمن تلسكوب جيميني. توماس باركلي أحد المشاركين في تأليف البحث والعضو في فريق تلسكوب كبلر وضح أن الأرصاد من تيلسكوب كيك وتيلسكوب جيميني مجتمعة بالإضافة إلى بعض الحسابات العددية والبيانات تسمح لنا بأن نكون متأكدين من اكتشافنا لهذا الكوكب بنسبة 99.98% فما بدأه كبلر أكمله مرصديّ جيميني وكيك بصورة جيدة.
كم يبلغ عمر هذا النظام الكوكبي وهل مرت مدة كافية لتسمح بوجود حياة بسيطة أو معقدة على هذا الكوكب؟ سيمر وقت طويل بلا شك قبل أن تسمح الأرصاد الفلكية بالحصول على معلومات جديدة تكشف أكثر عن داخل هذا الكوكب.

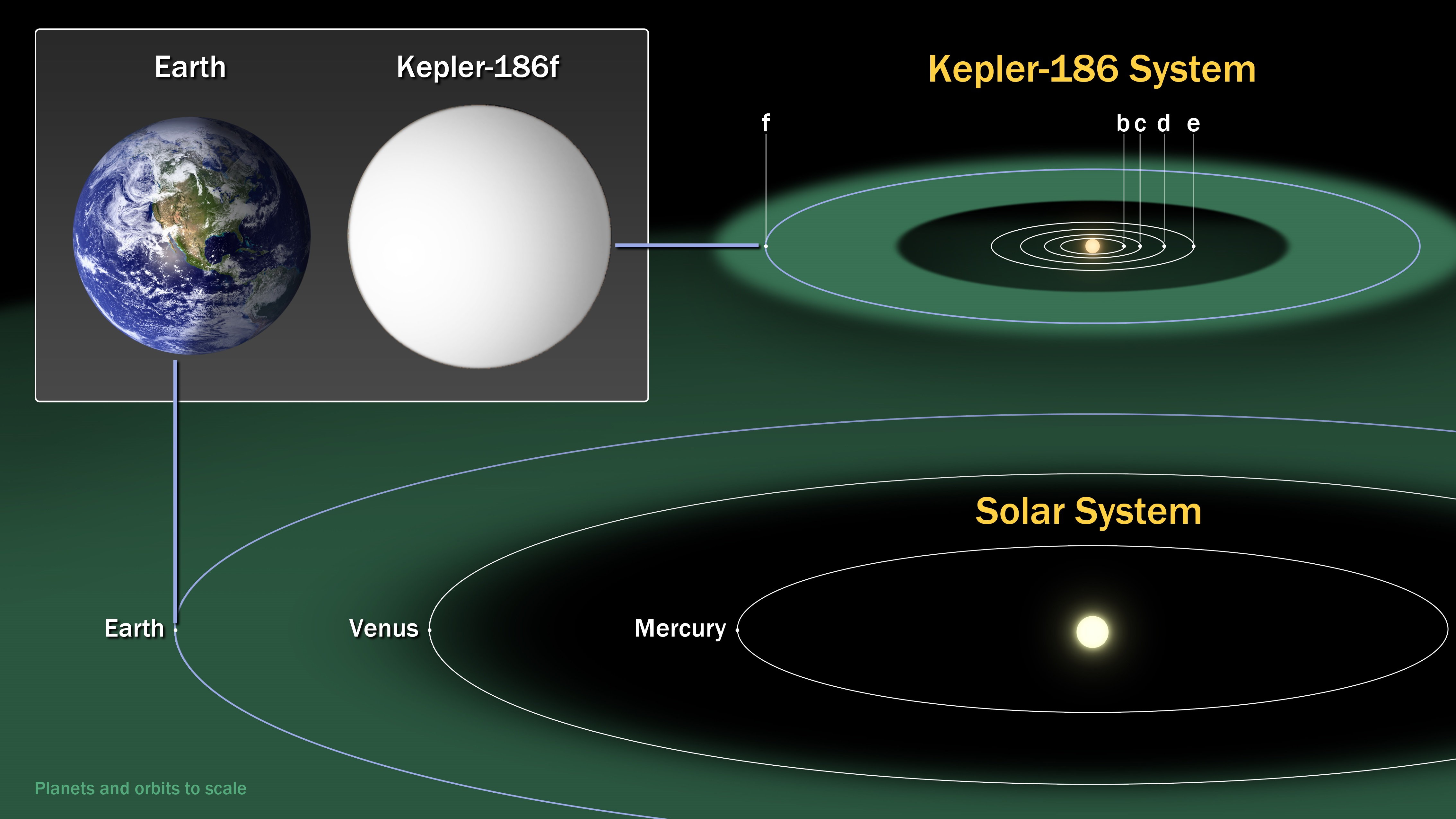
مقارنة بين النظام الشمسي لـ كيبلر 186 ف وبين نظامنا الشمسي